# 쯔바이!! 온라인
《쯔바이!! 온라인》은 일본의 팔콤 게임 쯔바이!!를 기반으로 하여 네온소프트가 2012년 5월 3일 오픈 베타를 시작한 온라인 게임이다.